# Graham Rogers
Pour les articles homonymes, voir Rogers.
Graham Rogers (né le 17 décembre 1990 à West Chester en Pennsylvanie) est un acteur américain. Il est surtout connu pour avoir joué l'un des personnages principaux dans la série dramatique/science-fiction, Revolution (2012-2013).

## Biographie
À l'âge de 18 ans, Graham Rogers s'est installé à Los Angeles en Californie afin de devenir acteur ou bien mannequin. Il s'est fait connaître en tournant dans de nombreuses publicités pour State Farm Insurance.

## Carrière
En 2012, il a eu son premier grand rôle dans la comédie dramatique Struck puis dans le film dramatique Crazy Kind of Love. Cette même année, il a eu le rôle principal dans la série dramatique/science-fiction, Revolution,,. Au printemps 2013, Graham a tourné le thriller Careful What You Wish For aux côtés de Nick Jonas,,,. Le 30 juin 2013, Graham a annoncé sur son Twitter qu'il venait d'intégrer le casting du film biographique du chanteur Brian Wilson des Beach Boys.
En 2015, il est surtout connu pour son rôle de l'agent du FBI Caleb Haas dans le thriller d'ABC Quantico. En 2017, il interprète Evan "Tuba" Chapin dans la série originale de Netflix Atypical, dévoilée le 11 août.

## Vie privée
Graham a été en couple avec l'actrice Lucy Hale de juin à septembre 2013,.
Il est sorti en 2018 avec l'actrice Britt Robertson.

## Filmographie

### Cinéma
- 2011 : 1313 : Haunted Frat : Brad
- 2012 : Struck  : Scott Thomas
- 2013 : Crazy Kind of Love  : Henry Woodsen
- 2015 : Manipulation (Careful What You Wish For) de Elizabeth Allen Rosenbaum : Carson
- 2014 : Love and Mercy de Bill Pohlad : Al Jardine
- 2017 : 1 Mile to You de Leif Tilden : Kevin
- 2023 : Girl You Know It's True de Simon Verhoeven : Todd Headlee

### Télévision
- 2011 : Memphis Beat : Damon Eagan (1 épisode)
- 2012-2013 : Revolution : Danny Matheson
- 2013 : Red Zone (téléfilm) : Jake Jordan
- 2015 : Resident Advisors : Tyler
- 2015 : Zombie Basement (websérie) : Guffy
- 2015-2017 : Quantico : Caleb Haas (saison 1 et épisodes 18,19 de la saison 2)
- 2017-2019 : Ray Donovan : Smitty (saison 5)
- 2017 : Angie Tribeca : Eric (saison 3, épisode 2 "Murder Gras")
- 2017 : Silicon Valley : Bryce (saison 4, épisode 5 "The Blood Boy")
- 2017 : SMILF : David (saison 1, épisodes 1 et 3)
- 2017-2021 : Atypical : Evan Chapin
- 2018 : Love : Mike (saison 3, épisode 5)
- 2018 : The Kominsky Method : Jude (saison 1, épisodes 1 à 5)
- 2022 : Ray Donovan: The Movie (téléfilm) de David Hollander : Smitty